# Fabiana Moraes
Fabiana Moraes, född 5 juni 1986, är en friidrottare från Brasilien. Hon deltog vid olympiska sommarspelen 2016.